# ベンジャミン・バーカー・オデルJr
ベンジャミン・バーカー・オデルJr（Benjamin Barker Odell, Jr.、1854年1月14日 - 1926年5月9日）はアメリカ合衆国の政治家。ニューヨーク州知事。